# Alejandra Kamiya
Alejandra Kamiya (Buenos Aires, 13 de febrero de 1966) es una escritora argentina. De ascendencia japonesa, su obra, compuesta por tres libros de cuentos, aúna las culturas argentina y japonesa, y aborda las temáticas de los vínculos afectivos, la vida cotidiana y la muerte.
Recibió, entre otros, los premios Universidad Católica Argentina-SUTERH (2007), Feria del Libro de Buenos Aires (2008), Max Aub (2010), Horacio Quiroga (2012) y Unicaja (2014). En 2024, recibió un Premio Konex por su labor como cuentista.

## Biografía
Alejandra Kamiya nació en la ciudad de Buenos Aires, Argentina, el 13 de febrero de 1966. Su madre nació en Necochea, y su padre en Japón. Después de que cumplió 40 años y de que participó de un concurso literario, comenzó su carrera como escritora. Por ese entonces, asistió a los talleres literarios de los escritores Inés Fernández Moreno y Abelardo Castillo.
Sus primeros relatos la hicieron merecedora de los premios Universidad Católica Argentina-SUTERH (2007), Feria del Libro de Buenos Aires (2008), Fondo Nacional de las Artes (2009), Max Aub (2010), Horacio Quiroga (2012), Fundación Victoria Ocampo (2012) y Unicaja (2014).
En 2008, participó de la antología Los que vienen y los que se van: historias de inmigrantes y emigrantes en la Argentina. En 2015, publicó su primer libro de cuentos, Los árboles caídos también son el bosque. En 2019, publicó El sol mueve la sombra de las cosas quietas, su segundo libro de cuentos, que el periodista Ángel Berlanga calificó como «excelente».
En 2023, publicó su tercer libro de cuentos, La paciencia del agua sobre cada piedra. Susana Mitchell, para el diario en línea Infobae, llamó al texto «una obra deliciosa, escrita con impronta poética». En 2024, la editorial Eterna Cadencia reeditó sus dos primeros libros. Ese mismo año, recibió un Premio Konex en la categoría de Cuento por el período 2019-2023.

## Obra

### Cuento
- Los árboles caídos también son el bosque (Bajo la Luna, 2015; Eterna Cadencia, 2024)
- El sol mueve la sombra de las cosas quietas (Bajo la Luna, 2019; Eterna Cadencia, 2024)
- La paciencia del agua sobre cada piedra (Eterna Cadencia, 2023)

### Antología
- Los hijos que vienen y los que se van: historias de inmigrantes y emigrantes en la Argentina (Fundación El Libro, 2008)[20]
- Los restos del secreto y otros cuentos (Olmo, 2019)

## Premios
- 2007: Premio Universidad Católica Argentina-SUTERH.[5]
- 2008: Premio de la Feria del Libro de Buenos Aires.[6]
- 2009: Premio del Fondo Nacional de las Artes.[5]
- 2010: Premio Internacional de cuentos de la Fundación Max Aub.[6]
- 2012: Premio Horacio Quiroga.[5]
- 2012: Premio Fundación Victoria Ocampo.[6]
- 2014: Premio Unicaja.[21]
- 2024: Premio Konex en la categoría de Cuento por el período 2019-2023.[22]